# コンティニュアス
コンティニュアス（Continuous、2020年3月5日 - ）は、日本生産・アイルランド調教の競走馬。主な勝ち鞍は2023年のセントレジャーステークス、グレートヴォルティジュールステークス、2022年のトマブリヨン賞。

## 概要

### 生い立ち
クールモアスタッドの関係者がディープインパクトと種付けするために、母フラッフを日本に送り込んだ。しかしながらディープインパクトと種付けできなかったため、似ている血統のハーツクライが相手となり、北海道新冠町のパカパカファームで生を受けた。

### 2歳（2022年）
8月20日のカラ競馬場の未勝利戦をライアン・ムーアを背にデビューして、鮮やかに逃げ切り初勝利を挙げる。
続く9月30日のトマブリヨン賞(G3)を勝利して2連勝でグループ競走初制覇を果たした。

### 3歳（2023年）
5月18日のダンテステークス(G2)から始動して同着の3着。
6月4日のジョッケクルブ賞(G1)では4番人気で出走。3番手内を確保するも直線でズルズルと下がってしまいエースインパクトの8着に敗れた。
6月23日のキングエドワード7世ステークス(G2)では直線入口で先頭を伺う体制となったが最後方で待機していたキングオブスティールに並ぶ間もなく交わされてしまい3馬身半差の2着となった。
8月23日のグレートヴォルティジュールステークス(G2)では最後方で待機して、直線の半ばから進出を開始。2着に3馬身3/4差を付けて勝利し、グループ競走2勝目を挙げた。
9月16日のセントレジャーステークス(G1)では2番人気で出走。発馬してからムーア騎手が折り合いを優先して後方待機を選択。前にいるアレストを見ながら後方3番手で中間点を通過する。直線では内埒沿いに潜り込んで位置を押し上げていく。逃げるデンマークとその内の2番手のグレゴリーがいたため詰まりかけたが、デンマークが失速したことにより進路が開くと進出を開始。グレゴリーを並ぶまなく抜き去って先頭に立つと2馬身ほど後続との差を開き、そのまま寄せ付けずに勝利。大外を通った2着アレストに2馬身3/4差を付けて優勝した。この勝利によりサンデーサイレンスの孫世代によるイギリスクラシック競走完全制覇が達成された。
10月2日の凱旋門賞(G1)にJRAオッズ7番人気で出走。スルーセブンシーズと併せるように伸びるもエースインパクトの5着に敗れた。
その後はチャンピオンステークスに脚の感染症のため回避することになったルクセンブルクの代わりに出走する予定もあったが、発熱のため回避した。
11月のジャパンカップにも招待馬として選出され受諾したが、歩様が乱れたため大事を取って回避、来日中止となった。

## 血統表
| コンティニュアスの血統    | コンティニュアスの血統                | コンティニュアスの血統             | （血統表の出典）                   | （血統表の出典） |
| 父系                      | サンデーサイレンス系（ヘイロー系）    | サンデーサイレンス系（ヘイロー系） | サンデーサイレンス系（ヘイロー系） | [ § 2 ]          |
| 父 ハーツクライ 鹿毛 2001 | 父の父*サンデーサイレンス 青鹿毛 1986 | Halo                               | Hail to Reason                     | Hail to Reason   |
| 父 ハーツクライ 鹿毛 2001 | 父の父*サンデーサイレンス 青鹿毛 1986 | Halo                               | Cosmah                             |                  |
| 父 ハーツクライ 鹿毛 2001 | 父の父*サンデーサイレンス 青鹿毛 1986 | Wishing Well                       | Understanding                      | Understanding    |
| 父 ハーツクライ 鹿毛 2001 | 父の父*サンデーサイレンス 青鹿毛 1986 | Wishing Well                       | Mountain Flower                    |                  |
| 父 ハーツクライ 鹿毛 2001 | 父の母アイリッシュダンス 鹿毛 1990    | *トニービン                        | *カンパラ                          | *カンパラ        |
| 父 ハーツクライ 鹿毛 2001 | 父の母アイリッシュダンス 鹿毛 1990    | *トニービン                        | Severn Bridge                      |                  |
| 父 ハーツクライ 鹿毛 2001 | 父の母アイリッシュダンス 鹿毛 1990    | *ビューパーダンス                  | Lyphard                            | Lyphard          |
| 父 ハーツクライ 鹿毛 2001 | 父の母アイリッシュダンス 鹿毛 1990    | *ビューパーダンス                  | My Bupers                          |                  |
| 母 *フラッフ 鹿毛 2012    | 母の父Galileo 鹿毛 1998               | Sadler's Wells                     | Northern Dancer                    | Northern Dancer  |
| 母 *フラッフ 鹿毛 2012    | 母の父Galileo 鹿毛 1998               | Sadler's Wells                     | Fairy Bridge                       |                  |
| 母 *フラッフ 鹿毛 2012    | 母の父Galileo 鹿毛 1998               | Urban Sea                          | Miswaki                            | Miswaki          |
| 母 *フラッフ 鹿毛 2012    | 母の父Galileo 鹿毛 1998               | Urban Sea                          | Allegretta                         |                  |
| 母 *フラッフ 鹿毛 2012    | 母の母Sumora 鹿毛 2002                | *デインヒル                        | Danzig                             | Danzig           |
| 母 *フラッフ 鹿毛 2012    | 母の母Sumora 鹿毛 2002                | *デインヒル                        | Razyana                            |                  |
| 母 *フラッフ 鹿毛 2012    | 母の母Sumora 鹿毛 2002                | Rain Flower                        | Indian Ridge                       | Indian Ridge     |
| 母 *フラッフ 鹿毛 2012    | 母の母Sumora 鹿毛 2002                | Rain Flower                        | Rose of Jericho                    |                  |
| 母系(F-No.)               | Trampoline(FN:F1-t)                   | Trampoline(FN:F1-t)                | Trampoline(FN:F1-t)                | [ § 3 ]          |
| 5代内の近親交配           | Northern Dancer：M4×S5×M5             | Northern Dancer：M4×S5×M5          | Northern Dancer：M4×S5×M5          | [ § 4 ]          |
| 出典                      | 1. 2. 3. 4.                           | 1. 2. 3. 4.                        | 1. 2. 3. 4.                        | 1. 2. 3. 4.      |

- 伯母にモイグレアスタッドステークスを勝利したメイビー[21][22]。その産駒（本馬の従兄）に2000ギニーステークスなどG1・2勝を挙げたサクソンウォリアーがいる[21][23]。